# Pristomyrmex hamatus
Pristomyrmex hamatus es una especie de hormiga del género Pristomyrmex, tribu Crematogastrini, familia Formicidae. Fue descrita científicamente por Xu & Zhang en 2002.
Se distribuye por China. Se ha encontrado a elevaciones de hasta 840 metros. Habita en bosques húmedos.